# Adriaen Backer

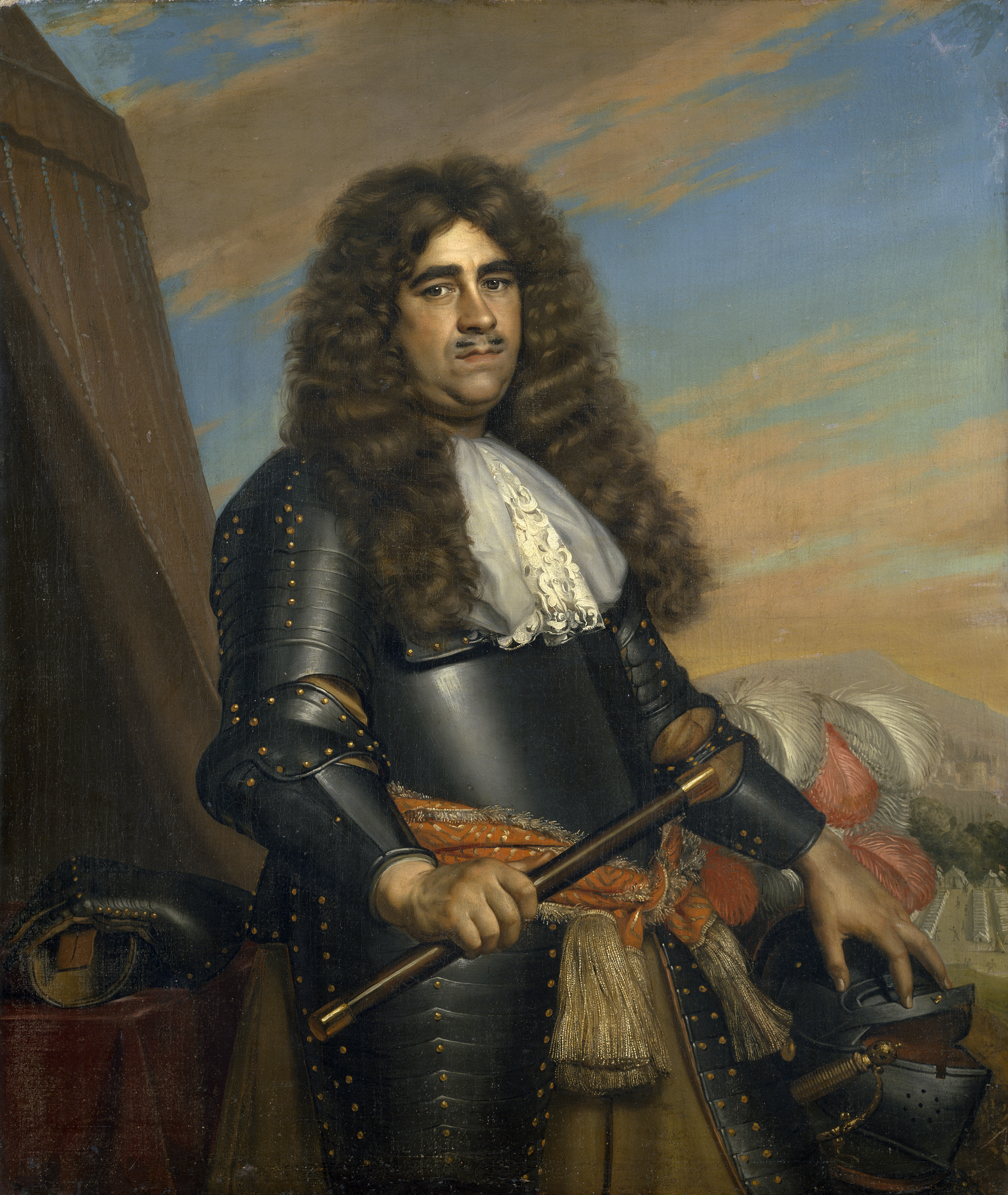
Un general, 1680, óleo sobre lienzo, 126 x 106 cm, Madrid, Museo del Prado.

Adriaen Backer (Ámsterdam, c. 1635-1684), fue un pintor barroco holandés, especializado en retratos.

## Biografía
Sobrino y quizá discípulo de Jacob Adriaensz. Backer (1608-1651), consta un viaje a Italia donde se le documenta en 1666. Un año más tarde se encontraba de regreso en Ámsterdam, donde contrajo matrimonio con Elsje Colyn el 27 de agosto de 1669, cuando dijo tener 33 años. En 1675 recibió como discípulo al pintor polaco Christoffel Lubieniecki (1659-1729). Fue enterrado el 23 de mayo de 1684 en su ciudad natal.
Pintor de retratos y de retratos de grupo al gusto holandés (Regentes del hospicio de Ámsterdam, Berlín, Gemäldegalerie; Retrato de grupo de los inspectores del Collegium Medicum en Ámsterdam, Ámsterdam, Rijksmuseum; Lección de anatomía del profesor Frederik Ruysch, Amsterdam Museum), cultivó también el retrato alegórico y la pintura religiosa, destacando en este género el Juicio Final pintado para la sala del consejo del Ayuntamiento de Ámsterdam (actualmente Palacio Real) o la Erección de la Cruz del Museo Amstelkring.